# Stefan III (książę Bawarii)
Stefan III (ur. ok. 1337, zm. we wrześniu 1413) – książę Bawarii-Landshut od 1375 r. do 1392 r. (wspólnie z braćmi), a od 1392 r. samodzielny książę Bawarii-Ingolstadt z dynastii Wittelsbachów.

## Życiorys

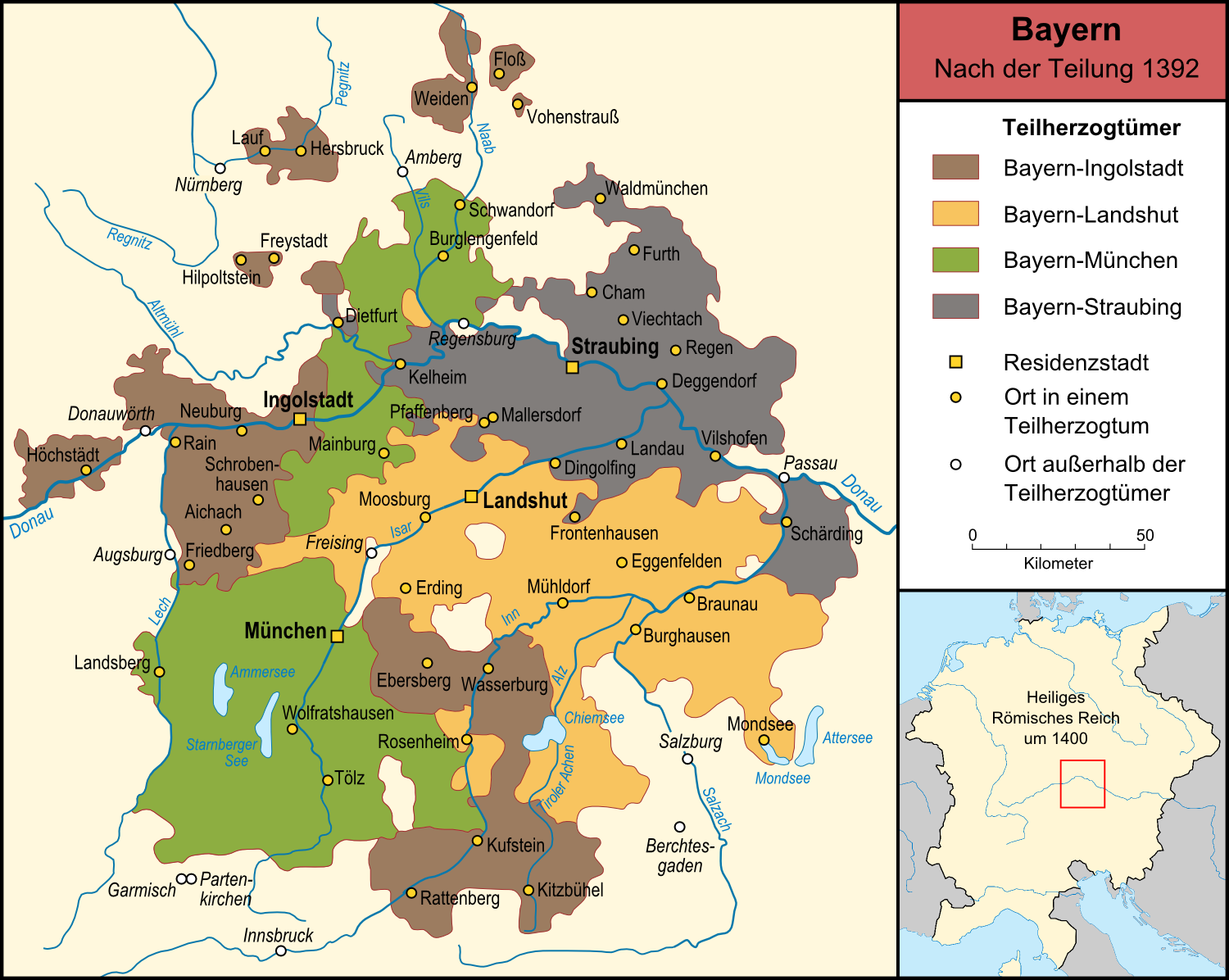
Bawaria po podziale na cztery księstwa w 1392 r.

Stefan III był najstarszym spośród trzech synów księcia Bawarii-Landshut Stefana II oraz Izabeli, córki króla Sycylii Fryderyka II. Wraz z dwoma młodszymi braćmi, Fryderykiem i Janem II, objął władzę w księstwie po śmierci ojca w 1375 r.
Już w 1376 r. bracia dokonali pierwszego podziału ojcowizny, podczas którego Stefan wraz z Janem objął Górną Bawarię, wkrótce potem bracia podzielili także ten udział. W 1392 r. bracia dokonali ostatecznego podziału Bawarii, podczas którego Stefan otrzymał część z ośrodkiem w Ingolstadt. Po śmierci swego brata Jana objął także współrządy – ze swoimi bratankami – w ich ojcowiźnie (księstwie Bawarii-Monachium).
Rycerski i odważny, uczestniczył w licznych wyprawach wojennych. Kilkakrotnie był w Italii, m.in. w 1380 r. był posłem Wacława IV Luksemburskiego do papieża w celu negocjowania korony cesarskiej. Miasto Todi uznało go wówczas swoim władcą. Próby rozszerzenia swoich wpływów w Bawarii i okolicach zaowocowały konfliktami z Salzburgiem i Austrią, toczył też spory z miastami bawarskimi.

## Rodzina
W 1364 r. Stefan poślubił Taddeę, córkę współrządcy Mediolanu Barnaby Viscontiego. Taddea zmarła w 1381 r., później Stefan planował poślubić Małgorzatę, wdowę po królu Neapolu i Węgier, Karolu III z Durazzo. Ostatecznie w 1401 r. ożenił się jednak z Elżbietą, córką hrabiego Kleve Adolfa I.
Z małżeństwa z Taeddą pochodziło dwoje dzieci: syn Ludwik VII Brodaty, następca Stefana, oraz córka Elżbieta (Izabela), która została żoną króla Francji Karola VI Szalonego. Ponadto miał nieślubnego syna Jana, który został biskupem Ratyzbony.